# Love Paradox (アルバム)
『'Love Paradox』（ラブ・パラドックス）は、2025年7月9日にポニーキャニオンから発売された工藤静香のカバー・アルバム。中島みゆきのカバー曲集3作目となる。規格品番はPCCA-06395。

## 概要
中島みゆきの楽曲を集めたカバー・アルバムとしては、3年半ぶりのリリースとなる。「わかれうた」「悪女」「ひとり上手」といった中島の代表曲のほか、B面曲のカバーなどを含む全12曲が収録されている。編曲にはこれまでの作品でも起用された澤近泰輔、渡辺剛のほか、スキマスイッチの常田真太郎やwacciの村中慧慈らが新たに加わった。さらに、中島の書き下ろしによる新曲で、先行配信された「海燕」もボーナストラックとして収録された。
ポニーキャニオンショッピングクラブから発売された完全受注生産限定盤には、5月17日に昭和女子大学人見記念講堂で開催されたシンフォニックコンサートの模様を収録したBlu-ray/DVDが付属し、店舗で購入するものとは異なるオリジナルアクリルスタンド、アクリルキーホルダー、32ページに及ぶブックレット・フォトブックをセットにした特殊パッケージ仕様となっている。

## アートワーク
ジャケット写真では、撮影スタジオをイメージしたセットが組まれ、艶のあるモード系のスーツとボリューム感のある白のロングスカートに身を包んだ工藤が写されている。なお、限定盤と通常盤では写真のカットが異なる。

## 収録曲

### CD
| 全作詞・作曲: 中島みゆき。 |                        |            |            |            |      |
| #                          | タイトル               | 作詞       | 作曲・編曲 | 編曲       | 時間 |
| 1.                         | 「荒野より」           | 中島みゆき | 中島みゆき | 渡辺剛     | 5:28 |
| 2.                         | 「悪女」               | 中島みゆき | 中島みゆき | 澤近泰輔   | 4:05 |
| 3.                         | 「あの娘」             | 中島みゆき | 中島みゆき | 渡辺剛     | 3:45 |
| 4.                         | 「ひとり上手」         | 中島みゆき | 中島みゆき | 澤近泰輔   | 4:09 |
| 5.                         | 「ほうせんか」         | 中島みゆき | 中島みゆき | 村中慧慈   | 3:33 |
| 6.                         | 「笑わせるじゃないか」 | 中島みゆき | 中島みゆき | 澤近泰輔   | 4:13 |
| 7.                         | 「わかれうた」         | 中島みゆき | 中島みゆき | 村中慧慈   | 4:03 |
| 8.                         | 「横恋慕」             | 中島みゆき | 中島みゆき | 常田真太郎 | 4:35 |
| 9.                         | 「御機嫌如何」         | 中島みゆき | 中島みゆき | 澤近泰輔   | 4:24 |
| 10.                        | 「ひとり」             | 中島みゆき | 中島みゆき | 渡辺剛     | 5:51 |
| 11.                        | 「Maybe」              | 中島みゆき | 中島みゆき | 渡辺剛     | 6:34 |
| 12.                        | 「海燕」(bonus track)  | 中島みゆき | 中島みゆき | 瀬尾一三   | 4:12 |
| 合計時間:                  | 合計時間:              | 合計時間:  | 54:56      |            |      |

## コンサート／ライブ

### Shizuka Kudo PREMIUM SYMPHONIC CONCERT 2025
| # | 日時          | 会場                                        |
| - | ------------- | ------------------------------------------- |
| 1 | 2025年5月17日 | 東京都 昭和女子大学人見記念講堂             |
| 2 | 2025年6月7日  | 東京都 昭和女子大学人見記念講堂（追加公演） |

| #  | 日時          | 会場                                                    |
| -- | ------------- | ------------------------------------------------------- |
| 1  | 2025年6月28日 | 群馬県 太田市民会館                                     |
| 2  | 2025年7月5日  | 愛知県 アイプラザ豊橋講堂                               |
| 3  | 2025年7月12日 | 岐阜県 岐阜市民会館 フォーラム大ホール                  |
| 4  | 2025年7月19日 | 福島県 いわき芸術文化交流館アリオス アルパイン 大ホール |
| 5  | 2025年7月21日 | 山形県 やまぎん県民ホール                               |
| 6  | 2025年7月27日 | 熊本県 市民会館シアーズホーム夢ホール 大ホール          |
| 7  | 2025年8月2日  | 大阪府 南海浪切ホール 大ホール                          |
| 8  | 2025年8月9日  | 北海道 旭川市民文化会館 大ホール                        |
| 9  | 2025年8月11日 | 北海道 帯広市民文化ホール 大ホール                      |
| 10 | 2025年8月17日 | 愛媛県 松山市民会館 大ホール                            |
| 11 | 2025年8月23日 | 東京都 立川ステージガーデン                             |
| 12 | 2025年8月31日 | 埼玉県 大宮ソニックシティ 大ホール                      |